# Johan I av Liechtenstein
Johann I Josef av Liechtenstein, född 26 juni 1760, död 24 april 1836, var furste av Liechtenstein 1805-1836. Han var son till Frans Josef I av Liechtenstein och grevinnan Maria Leopoldine von Sternberg. 
Johann I Josef inträdde vid österrikiska armén 1782. Han deltog med utmärkelse i kriget mot turkarna 1789-1790 och i samtliga av koalitionskrigen mot Frankrike från 1792. Kårchef efter kapitulationen vid Ulm 1805, blev han efter slaget vid Austerlitz högste befälhavare och slöt freden i Pressburg. Under 1809 års krig utmärkte han sig i slaget vid Aspern, upphöjdes till fältmarskalk och efterträdde Karl av Österrike-Teschen som högste befälhavare och undertecknade på kejsarens uppdrag freden i Wien i oktober samma år.
Han deltog även i det blodiga slaget vid Wagram 1809.
Gift 12 april 1792 med lantgrevinnan Josefa zu Fürstenberg-Weitra född 21 juni 1776, död 23 februari 1848.
Barn:
1. Leopoldine Maria av Liechtenstein (1793-1808)
2. Aloys II av Liechtenstein (1796-1858)
3. Sophie Marie av Liechtenstein (1798-1869) gift med greve Vincenz Esterházy von Galántha
4. Marie Josephine av Liechtenstein (1800-1884) ogift
5. Frans de Paula av Liechtenstein (1802-1887) (från honom härstammar den nuvarande regerande grenen)
6. Karl Johann av Liechtenstein (1803-1871) gift med Rosalie d'Hemricourt, grevinna von Grünne
7. Henriette av Liechtenstein (1806-1876) gift med greve Joseph Hunyady von Kethély
8. Friedrich av Liechtenstein (1807-1885) gift med Sophie Löwe
9. Eduard av Liechtenstein (1809-1864) gift med grevinnan Honoria Choloniewska - farfars farföräldrar till prins Hanno von Liechtenstein
10. August Ludwig av Liechtenstein (1810-1824)